# Liverpool Football Club 1991-1992
Questa voce raccoglie le informazioni riguardanti il Liverpool Football Club nelle competizioni ufficiali della stagione 1991-1992

## Stagione
Parzialmente svecchiato nella rosa in seguito all'acquisto di Saunders e la cessione di Beardsley e Gillespie, in campionato il Liverpool lottò per la qualificazione in Coppa UEFA fino a metà del girone di ritorno, quando una serie di risultati negativi lo fece scivolare fino al sesto posto finale. L'accesso alle coppe europee fu comunque garantito con la vittoria in FA Cup, ottenuta sconfiggendo diversi club delle serie inferiori come il Sunderland, incontrato nella finale. Anche in Coppa di Lega i Reds ebbero l'occasione di incontrare delle squadre provenienti dalle divisioni inferiori, ma vennero fermati al quarto turno dal Peterborough Utd, allora militante in terza serie.
Al ritorno nelle competizioni europee dopo la squalifica di sei anni in seguito alla strage dell'Heysel, il Liverpool giunse fino ai quarti di finale di Coppa UEFA dove riportarono una doppia sconfitta contro il Genoa.

## Maglie e sponsor
Lo sponsor tecnico per la stagione 1991-1992 è Adidas, mentre lo sponsor ufficiale è Candy.
| Manica sinistra · Manica sinistra · Maglietta · Maglietta · Manica destra · Pantaloncini · Pantaloncini · Calzettoni | Manica sinistra · Manica sinistra · Maglietta · Maglietta · Manica destra · Pantaloncini · Pantaloncini · Calzettoni | Manica sinistra · Manica sinistra · Maglietta · Maglietta · Manica destra · Manica destra · Pantaloncini · Pantaloncini · Calzettoni | Manica sinistra · Manica sinistra · Maglietta · Maglietta · Manica destra · Manica destra · Pantaloncini · Pantaloncini · Calzettoni |

## Organigramma societario
Area direttiva
- Presidente: David Moores

Area tecnica
- Allenatore: Graeme Souness
- Allenatore in seconda: Ronnie Moran, Phil Boersma, Roy Evans

## Rosa
| N. |                        | Ruolo | Calciatore             |
| -- | ---------------------- | ----- | ---------------------- |
|    | Zimbabwe (bandiera)    | P     | Bruce Grobbelaar       |
|    | Inghilterra (bandiera) | P     | Mike Hooper            |
|    | Inghilterra (bandiera) | P     | Robbie Holcroft        |
|    | Inghilterra (bandiera) | D     | Gary Ablett            |
|    | Inghilterra (bandiera) | D     | David Burrows          |
|    | Inghilterra (bandiera) | D     | Mark Wright (capitano) |
|    | Svezia (bandiera)      | D     | Glenn Hysén            |
|    | Inghilterra (bandiera) | D     | Rob Jones              |
|    | Scozia (bandiera)      | D     | Steve Nicol            |
|    | Inghilterra (bandiera) | D     | Barry Venison          |
|    | Inghilterra (bandiera) | D     | Nick Tanner            |
|    | Inghilterra (bandiera) | D     | Steve Hollis           |
|    | Inghilterra (bandiera) | C     | John Barnes            |
|    | Inghilterra (bandiera) | C     | Barry Jones            |
|    | Irlanda (bandiera)     | C     | Ronnie Whelan          |

| N. |                        | Ruolo | Calciatore      |
| -- | ---------------------- | ----- | --------------- |
|    | Inghilterra (bandiera) | C     | Mark Walters    |
|    | Irlanda (bandiera)     | C     | Ray Houghton    |
|    | Scozia (bandiera)      | C     | Don Hutchison   |
|    | Inghilterra (bandiera) | C     | Michael Thomas  |
|    | Inghilterra (bandiera) | C     | Mike Marsh      |
|    | Danimarca (bandiera)   | C     | Jan Mølby       |
|    | Inghilterra (bandiera) | C     | Steve Harkness  |
|    | Inghilterra (bandiera) | C     | Steve McMahon   |
|    | Inghilterra (bandiera) | C     | Steve McManaman |
|    | Inghilterra (bandiera) | C     | Jamie Redknapp  |
|    | Inghilterra (bandiera) | C     | Jimmy Carter    |
|    | Ungheria (bandiera)    | C     | István Kozma    |
|    | Galles (bandiera)      | A     | Ian Rush        |
|    | Israele (bandiera)     | A     | Ronny Rosenthal |
|    | Galles (bandiera)      | A     | Dean Saunders   |

## Risultati

### FA Cup
| Arbitro: | Don (Middlesex) |

|                     |           |  |
| Thomas 47’ Rush 68’ | Marcatori |  |

### Coppa UEFA
| Arbitro: | Schlup |

|                                               |           |              |
| Saunders 12’, 77’, 85’, 86’ Houghton 33’, 90’ | Marcatori | 35’ Lehtinen |

| Arbitro: | Hycl |

|              |           |  |
| Belfield 66’ | Marcatori |  |

| Arbitro: | Damgaard |

|                        |           |  |
| Ferreri 42’ Kovács 60’ | Marcatori |  |

| Arbitro: | Valente |

|                                       |           |  |
| Mølby 4’ (rig.) Marsh 30’ Walters 83’ | Marcatori |  |

| Arbitro: | Fredriksson |

|  |           |                   |
|  | Marcatori | 58’, 79’ Saunders |

| Arbitro: | Spasov |

|                                    |           |  |
| Saunders 40’, 57’, 68’ Venison 80’ | Marcatori |  |

| Arbitro: | Forstinger |

|                       |           |  |
| Fiorin 39’ Branco 88’ | Marcatori |  |

| Arbitro: | Van der Wijngaert |

|          |           |                   |
| Rush 49’ | Marcatori | 27’, 72’ Aguilera |